# Haggöl (Blackstads socken, Småland)
Haggöl är en sjö i Västerviks kommun i Småland och ingår i Botorpsströmmens huvudavrinningsområde. Haggöl ligger i Hultserums Natura 2000-område.